# Grand Prix d'été de saut à ski 2021
Navigation
Édition précédente Édition suivante
L'édition 2021 du Grand Prix d'été de saut à ski se déroule du 16 juillet au 2 octobre 2021.

## Grand Prix masculin

### Calendrier et podiums
| Date              | Lieu           | Épreuve | Vainqueur             | Deuxième              | Troisième                    |
| ----------------- | -------------- | ------- | --------------------- | --------------------- | ---------------------------- |
| 17 juillet 2021   | Wisla          | HS 134  | Jakub Wolny           | Jan Hörl              | Dawid Kubacki                |
| 18 juillet 2021   | Wisla          | HS 134  | Dawid Kubacki         | Jan Hörl              | Anže Lanišek                 |
| 7 août 2021       | Courchevel     | HS 132  | Stefan Kraft          | Gregor Deschwanden    | Simon Ammann                 |
| 5 septembre 2021  | Chtchoutchinsk | HS 99   | Halvor Egner Granerud | Marius Lindvik        | Vladimir Zografski           |
| 6 septembre 2021  | Chtchoutchinsk | HS 99   | Halvor Egner Granerud | Robert Johansson      | Marius Lindvik Danil Sadreev |
| 11 septembre 2021 | Snezhinka      | HS 140  | Halvor Egner Granerud | Evgeniy Klimov        | Johann Andre Forfang         |
| 18 septembre 2021 | Râșnov         | HS 97   | Annulé                | Annulé                | Annulé                       |
| 19 septembre 2021 | Râșnov         | HS 97   | Annulé                | Annulé                | Annulé                       |
| 25 septembre 2021 | Hinzenbach     | HS 90   | Yukiya Satō           | Ryōyū Kobayashi       | Karl Geiger                  |
| 2 octobre 2021    | Klingenthal    | HS 140  | Ryōyū Kobayashi       | Halvor Egner Granerud | Johann Andre Forfang         |

### Classement
Classement final  :
| Rang | Nom                   | Points |
| ---- | --------------------- | ------ |
| 1    | Halvor Egner Granerud | 380    |
| 2    | Dawid Kubacki         | 242    |
| 3    | Jan Hörl              | 225    |
| 4    | Marius Lindvik        | 219    |
| 5    | Anže Lanišek          | 208    |

## Grand Prix féminin

### Calendrier et podiums
| Date              | Lieu                   | Épreuve | Vainqueur        | Deuxième        | Troisième       |
| ----------------- | ---------------------- | ------- | ---------------- | --------------- | --------------- |
| 17 juillet 2021   | Wisla                  | HS 134  | Urša Bogataj     | Sara Takanashi  | Nozomi Maruyama |
| 18 juillet 2021   | Wisla                  | HS 134  | Urša Bogataj     | Sara Takanashi  | Marita Kramer   |
| 6 août 2021       | Courchevel             | HS 132  | Urša Bogataj     | Marita Kramer   | Nika Križnar    |
| 15 août 2021      | Frenštát pod Radhoštěm | HS 106  | Sara Takanashi   | Nozomi Maruyama | Silje Opseth    |
| 11 septembre 2021 | Snezhinka              | HS 140  | Urša Bogataj     | Silje Opseth    | Ema Klinec      |
| 12 septembre 2021 | Snezhinka              | HS 140  | Irina Avvakumova | Urša Bogataj    | Silje Opseth    |
| 2 octobre 2021    | Klingenthal            | HS 140  | Marita Kramer    | Urša Bogataj    | Sara Takanashi  |

### Classement
Classement final  :
| Rang | Nom            | Points |
| ---- | -------------- | ------ |
| 1    | Urša Bogataj   | 600    |
| 2    | Sara Takanashi | 320    |
| 3    | Marita Kramer  | 272    |
| 4    | Silje Opseth   | 265    |
| 5    | Nika Križnar   | 236    |

## Mixte
| Date              | Lieu      | Épreuve | Vainqueurs                                                                               | Deuxièmes                                                     | Troisièmes                                                                     |
| ----------------- | --------- | ------- | ---------------------------------------------------------------------------------------- | ------------------------------------------------------------- | ------------------------------------------------------------------------------ |
| 12 septembre 2021 | Snezhinka | HS 140  | Norvège - Anna Odine Strøm - Johann André Forfang - Silje Opseth - Halvor Egner Granerud | Slovénie - Urša Bogataj - Lovro Kos - Ema Klinec - Cene Prevc | Russie - Irina Avvakumova - Mikhail Nazarov - Sofia Tikhonova - Evgeniy Klimov |